# Moerasmuur
De moerasmuur (Stellaria alsine, synoniem: Stellaria uliginosa) is een overblijvende plant uit de anjerfamilie.

## Beschrijving
Het is een tengere muursoort. De kelkbladeren zijn langer dan de (gedeelde) kroonbladeren. De stengel is liggend of opstijgend, hij is kaal, glad en vierkantig. De steelloze smalle bladeren zijn spits en eirond tot langwerpig.
Ze worden 0,5 tot 1 à 2cm lang. De schutbladen zijn vliezig. De tweeslachtige bloemen zijn wit en 5 tot 7mm groot. De kroonbladen zijn vrijwel tot op de voet ingesneden, de kroonslippen staan schuin naar voren, elke slip staat dicht bij een zijslip van een volgend kroonblad. De kelkbladen zijn langer dan de kroonbladeren. De vrucht is een doosvrucht. De zaden zijn langlevend en tweezaadlobbig.

## Standplaatsen
De plant komt voor op plaatsen die langdurig onder water staan, zoals bij bronnen en langs bronbeken. Ook op kwelplekken in weilanden en bij drinkplaatsen voor vee. Verder langs natte boswegen in gebieden met een slecht doorlatende bodem. Ze is algemeen in zand- en veengebieden en op lemige bodems.

## Verspreiding
De plant komt voor van het oosten van Noord-Amerika, over Europa, tot West- en Zuidoost-Azië. In Nederland is de plant algemeen in de Pleistocene districten en het Laagveendistrict. In Vlaanderen is de plant vooral algemeen in de rivier en beekdalen, niet aan de kust. In Wallonië is de plant vooral algemeen in het Ardens district.